# Bartsch Samu
Bartsch Samu (Igló, 1845. szeptember 29. – Baja, 1895. január 19.) biológus, zoológus, tanár.

## Élete
Eperjesen teológiai, 1868-1870 között Berlinben és Tübingenben természettudományi tanulmányokat végzett és doktori oklevelet szerzett. 1870-ben a nyíregyházi, 1871-ben a bajai tanítóképző tanára, majd 1878-ban ennek igazgatója lett.
A Magyarországi Kárpát-egyesület képviselője volt.
Madártani és tanügyi cikkei szakfolyóiratokban jelentek meg. Fő kutatási területe az egysejtűek voltak, ezeken kívül a kerekes férgek. Irodalmi működését a Néptanitók Lapjában kezdte, majd madártani és tanügyi cikkei a Vasárnapi Ujságban (1867), a Természettudományi Közlönyben (1870, 1872, 1875–1876), a Magyar Tanügyben (1873–1874), a Természetrajzi Füzetekben (1877–1878) és a Néptanítók Lapjában jelentek meg. 1879-1881 között szerkesztette a Baja című lapot és 1879-től a bajai állami képző Értesítőjét.

## Művei
- 1870 Die Räderthiere und ihre bei Tübingen beobachteten Arten. Stuttgart (Tudori értekezés)
- 1872 A szépirás tanításának alapos módszere. Baja (tsz. Kovacsics)
- 1875 Szorzó számok a méter-mértékhez. Baja
- 1877 Rotatoria Hungarica. A sodróállatkák és Magyarországban megfigyelt fajaik. Budapest (Term. társulat kiadványa)
- 1888 Emericzy Géza emlékezete. Néptanitók Lapja
- 1940 Állattani irodalom. Természettudományi Társulat Évkönyve I-II